# Siepie de Jong
Sijbrigje (Siepie) de Jong, ook bekend onder haar getrouwde naam Siepie Langedijk-de Jong (Breda, 28 augustus 1940), is een Nederlandse voormalige politica. Ze is lid van de Partij van de Arbeid (PvdA).

## Loopbaan
Gedurende het tweede kabinet-Van Agt (1981-1982) was Siepie de Jong staatssecretaris van Volkshuisvesting. Van 28 mei 1973 tot 10 juni 1981 was zij lid van de Tweede Kamer.
In 1984 werd De Jong tot burgemeester van de gemeente Leek benoemd. Deze functie legde zij per 1 september 2005 neer vanwege het bereiken van de pensioengerechtigde leeftijd. Op dat moment was ze een van de langstzittende burgemeesters in Nederland. Na haar pensionering bleef ze enkele maanden aan als waarnemend burgemeester, totdat op 1 december 2005 haar opvolger Berend Hoekstra werd benoemd.
Op Koninginnedag 1980 bleef zij vanwege principiële redenen weg bij de inhuldiging van koningin Beatrix.
Op 9 december 2005 werd zij gekozen in het partijbestuur van de PvdA. Zij bekleedde tot 2007 de functie van vicevoorzitter.
- Parlement.com: vg09llf0tjxs